# Neoperla pallescens
Neoperla pallescens és una espècie d'insecte plecòpter pertanyent a la família dels pèrlids.

## Descripció
- Els adults presenten un color general de groguenc a ocraci clar amb els ocels moderadament grans i el pronot àmpliament arrodonit a la zona posterior i de color groc clar als costats.
- Els mascles fan 11 mm de llargària alar i les femelles 14.
- Els genitals interns de la femella i els ous són molt similars als de Neoperla hermosa.[5]

## Hàbitat
En el seu estadi immadur és aquàtic i viu a l'aigua dolça, mentre que com a adult és terrestre i volador.

## Distribució geogràfica
Es troba a Malèsia: l'illa de Mindanao (les illes Filipines).